# Hermígio Mendes de Teixeira
Hermigo Mendes Teixeira foi rico-homem ( grau mais elevado da nobreza) no tempo do Rei Sancho I, e o primeiro a usar o sobrenome Teixeira.

## Biografia.
Descendente dos Senhores de Lanhoso, foi o primeiro a chamar-se Teixeira por ser senhor de Teixeira (Baião), más vivia na Quinta do Lameiro (ou de Sequeiros), em Ponte (Vila Verde). O nome pejorativo da Quinta originou essa mudança de nome. A sua casa era também  sede da Comenda da Ordem de Avis chamada de Oriz. Combateu ao serviço do Rei D. Fernando III, de Leão e  Castela, o " Santo", em 1248 no cerco de Sevilha, não sabemos se foi a pedido de D. Afonso III de Portugal, ou se acompanhou os Freires de Avis.

## Relações Familiares
Filho de D. Mem Viegas (filho de Egas Fafes de Lanhoso) e de Teresa Pires (filha de D. Pedro Viegas Pais Alcaide-Mor de Lisboa), ele era por isso sobrinho de Gonçalo Viegas, primeiro Grão-Mestre da Ordem de Avis, casou-se com Maria Pais, filha de Paio (Pelágio) de Novais Alcaide-Mor de Vila Nova de Cerveira.
Teve os filhos seguintes:
- Lopo Hermigues
- Estevão Hermigues Teixeira, (nas inquirições de Caldelas de 1258, é dito que ele foi viver  para o  Lugar de Pitães, Caldelas concelho de Amares, comprou lá,  uma casa e terras ).[2]
- Martim Lopes Teixeira
- Maria Lopes
- Afonso Hermigues
- Estevainha Hermigues
- Teresa Hermigues